# العلاقات الأرمينية الإسواتينية
العلاقات الأرمينية الإسواتينية هي العلاقات الثنائية التي تجمع بين أرمينيا وإسواتيني.

## مقارنة بين البلدين
هذه مقارنة عامة ومرجعية للدولتين:
| وجه المقارنة                                              | أرمينيا                    | إسواتيني                                   |
| --------------------------------------------------------- | -------------------------- | ------------------------------------------ |
| المساحة (كم2)                                             | 29.74 ألف                  | 17.36 ألف                                  |
| عدد السكان (نسمة)                                         | 2.93 مليون                 | 1.37 مليون                                 |
| الكثافة السكانية (ن./كم²)                                 | 98.52                      | 78.92                                      |
| العاصمة                                                   | يريفان                     | لوبامبا، مبابان                            |
| اللغة الرسمية                                             | لغة أرمنية                 | لغة إنجليزية، لغة سوازي                    |
| العملة                                                    | درام أرميني                | ليلانغيني سوازيلندي                        |
| الناتج المحلي الإجمالي (بليون دولار)                      | 11.54 مليار                | 4.41 مليار                                 |
| الناتج المحلي الإجمالي (تعادل القوة الشرائية) بليون دولار | 25.41 مليار                | 11.13 مليار                                |
| الناتج المحلي الإجمالي الاسمي للفرد دولار أمريكي          | 3.49 ألف                   | 3.20 ألف                                   |
| الناتج المحلي الإجمالي للفرد دولار أمريكي                 | 8.07 ألف                   | 8.29 ألف                                   |
| مؤشر التنمية البشرية                                      | 0.743                      | 0.531                                      |
| رمز المكالمات الدولي                                      | +374                       | +268                                       |
| رمز الإنترنت                                              | .am، .հայ ‏                 | .sz                                        |
| المنطقة الزمنية                                           | ت ع م+04:00، توقيت أرمينيا | التوقيت القياسي لجنوب أفريقيا، ت ع م+02:00 |

## منظمات دولية مشتركة
يشترك البلدان في عضوية مجموعة من المنظمات الدولية، منها:
| علم المنظمة | اسم المنظمة                               | تاريخ انضمام أرمينيا | تاريخ انضمام إسواتيني |
| ----------- | ----------------------------------------- | -------------------- | --------------------- |
|             | مؤسسة التنمية الدولية                     | 25 أغسطس 1993        | 22 سبتمبر 1969        |
|             | يونسكو                                    | 9 يونيو 1992         | 25 يناير 1978         |
|             | وكالة ضمان الاستثمار متعدد الأطراف        | 5 ديسمبر 1995        | 18 أبريل 1990         |
|             | الأمم المتحدة                             | 2 مارس 1992          | 24 سبتمبر 1968        |
|             | الاتحاد البريدي العالمي                   | ?                    | ?                     |
|             | البنك الدولي للإنشاء والتعمير             | 16 سبتمبر 1992       | 22 سبتمبر 1969        |
|             | الاتحاد الدولي للاتصالات                  | 30 يونيو 1992        | 11 نوفمبر 1970        |
|             | منظمة حظر الأسلحة الكيميائية              | ?                    | ?                     |
|             | مؤسسة التمويل الدولية                     | 18 أبريل 1995        | 22 سبتمبر 1969        |
|             | المركز الدولي لتسوية المنازعات الاستشارية | 16 أكتوبر 1992       | 14 يوليو 1971         |
|             | منظمة التجارة العالمية                    | 5 فبراير 2003        | ?                     |
|             | منظمة الشرطة الجنائية الدولية             | ?                    | ?                     |

## وصلات خارجية
- موقع وزارة الخارجية الأرمينية